# Rhône-Alpes
Rhône-Alpes was een bestuurlijke regio in het zuidoosten van Frankrijk met Lyon als hoofdstad en grootste stad van de regio. De regio is na de regionale herindeling opgegaan in de nieuwe  regio Auvergne-Rhône-Alpes.
Het was de tweede regio van Frankrijk wat betreft de oppervlakte (na Midi-Pyrénées met als hoofdstad Toulouse) en wat betreft economie en inwonertal (na Île-de-France met als hoofdstad Parijs). De regio heeft 6.215.840 inwoners (2007) op een oppervlakte van 43.698 km². Rhône-Alpes is de achtste regio van Europa.
Rhône-Alpes grenst aan de Franse regio's Provence-Alpes-Côte d'Azur, Languedoc-Roussillon, Auvergne en Bourgogne-Franche-Comté, de Italiaanse regio's Valle d'Aosta en Piëmont en de Zwitserse kantons Vaud, Wallis en Genève.
Rhône-Alpes kent 25 arrondissementen, 335 kantons en 2879 gemeentes.

## Aangrenzende regio's
| Aangrenzende regio's | Aangrenzende regio's      | Aangrenzende regio's       | Aangrenzende regio's | Aangrenzende regio's  |
| -------------------- | ------------------------- | -------------------------- | -------------------- | --------------------- |
| Bourgogne            |                           | Franche-Comté              |                      | Vaud (CH) Genève (CH) |
|                      |                           |                            |                      |                       |
| Auvergne             | Wallis (CH) Aostadal (IT) |                            |                      |                       |
|                      |                           |                            |                      |                       |
| Languedoc-Roussillon |                           | Provence-Alpes-Côte d'Azur |                      | Piëmont (IT)          |

## Metropoolregio's
De regio Rhône-Alpes is de meest concurrerende Franse regio ten opzichte van de Parijse regio Île-de-France. Het maakt deel uit van de driehoek metropoolregio's Lyon-Grenoble-Saint-Étienne, wat een van de actiefste regio's is van Frankrijk. Deze drie metropolen liggen op een relatief korte afstand bij elkaar: Saint-Étienne en Lyon op 60 km, Grenoble en Lyon op 100 km en Grenoble en Saint-Étienne op ongeveer 160 km.
- Métropole de Lyon: ongeveer 1.217.583 inwoners (2007),
- La Métro Grenoble: 398.906 inwoners (2007)
- Saint-Étienne Metropole: 391.954 inwoners (2008)

Bij elkaar hebben de drie metropoolregio's rond de twee miljoen inwoners. Soms wordt daar Genève als vierde regio bij gerekend.

## Prefecturen en departementen

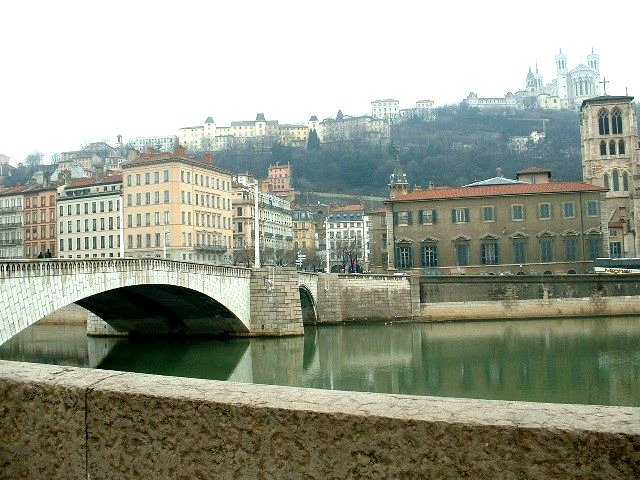
Lyon: Pont Bonaparte

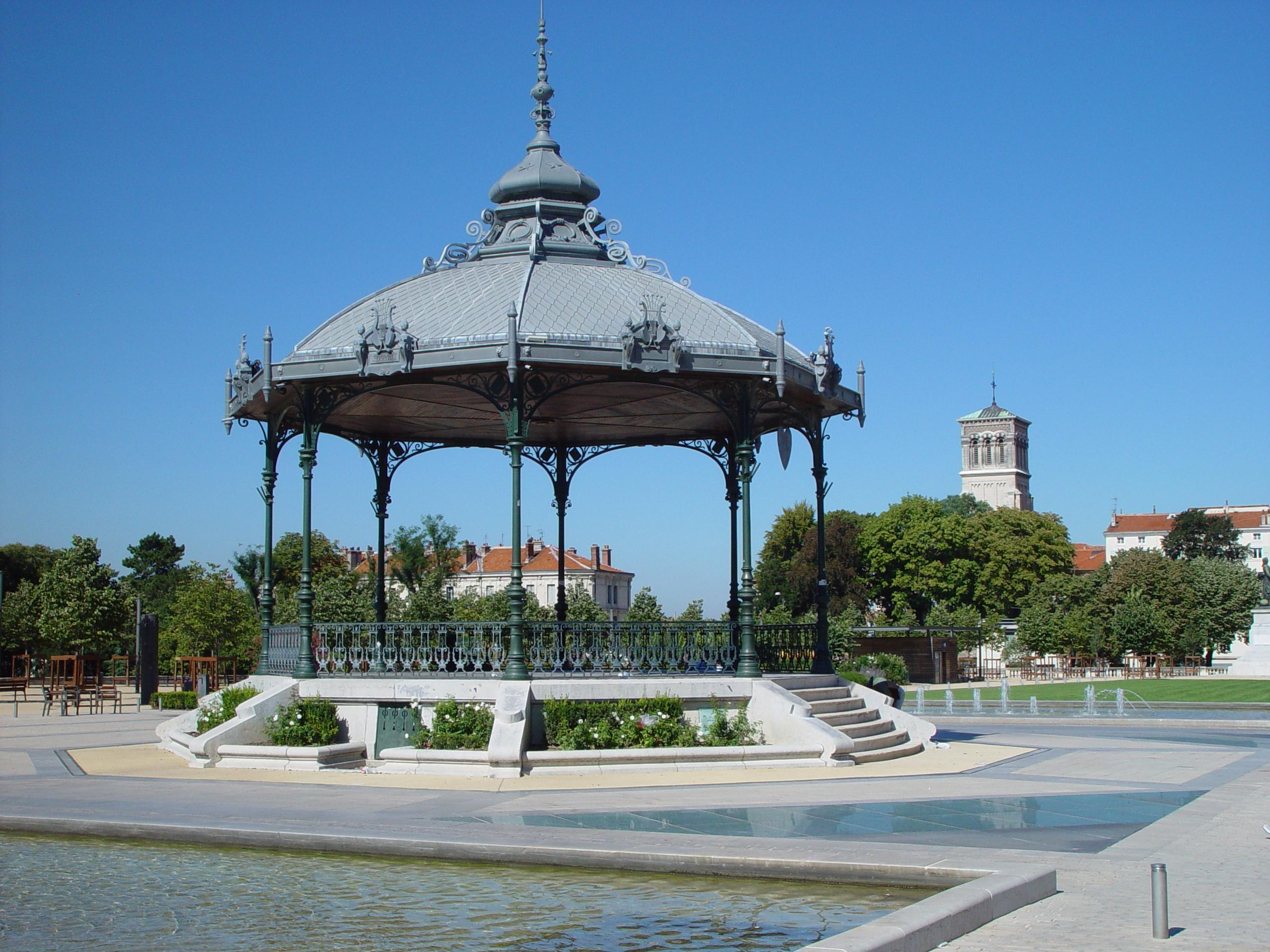
Valence: Champ de Mars

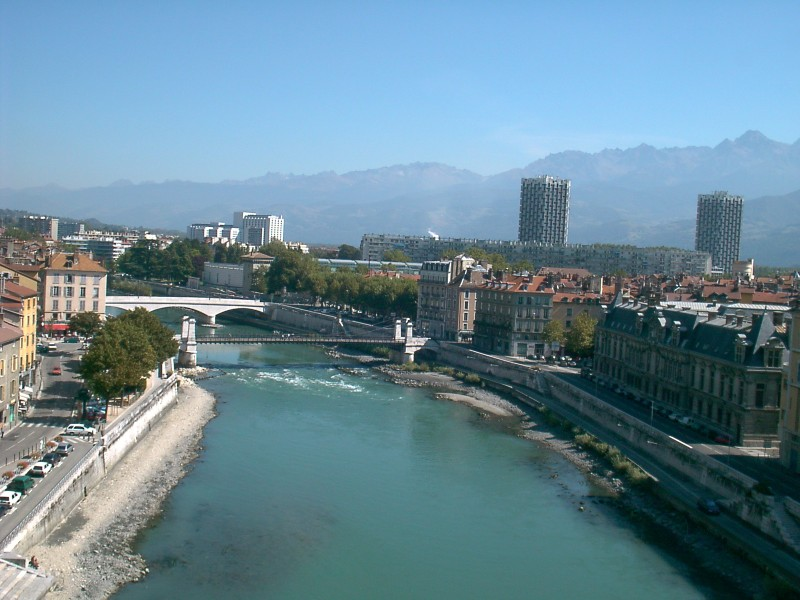
Grenoble: de rivier Isère

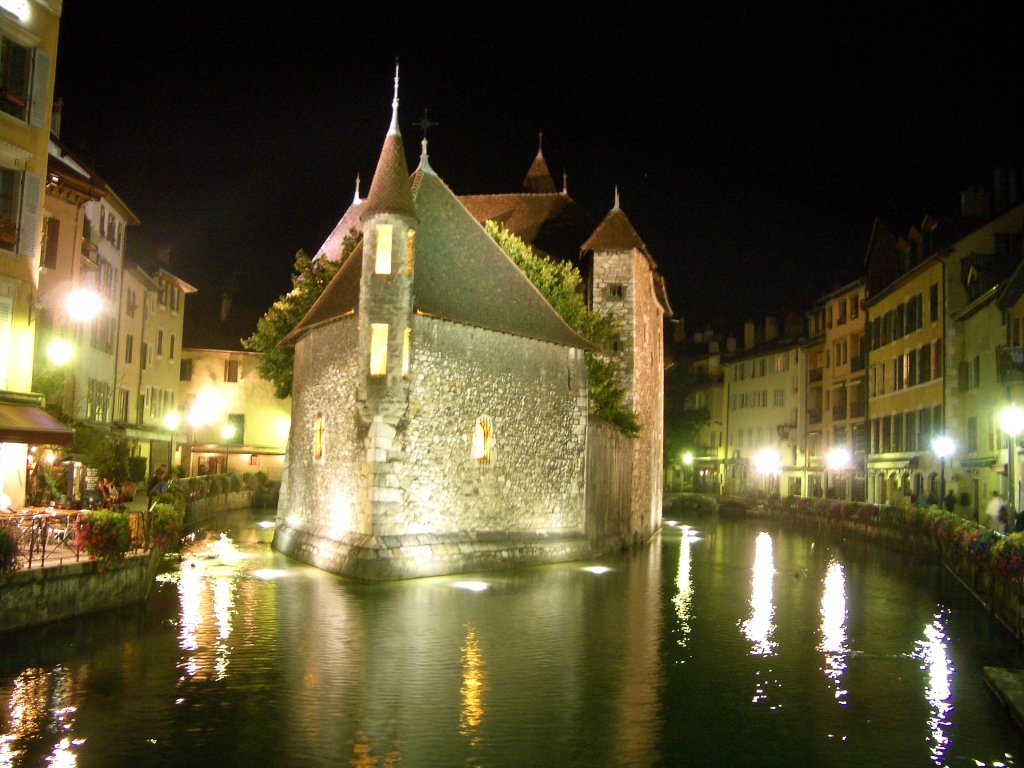
Annecy: Le Palais de l'Isle

De regio omvatte acht departementen die bestuurd worden vanuit de prefecturen, ofwel de hoofdsteden van elk departement. In aflopende volgorde van inwoneraantal per stad waren dat:
- Lyon, 466.400 (2005), Rhône
- Saint-Étienne, 175.700 (2005), Loire
- Grenoble, 156.600 (2005), Isère
- Valence, 66.568 (2005), Drôme
- Chambéry, 58.100 (2005), Savoie.
- Annecy, 51.000 (2005), Haute-Savoie
- Bourg-en-Bresse, 40.666 (2005), Ain
- Privas, 9.170 (1999) Ardèche

## Andere steden
Andere steden die van belang zijn in de ontwikkeling van het gebied zijn:
- Villeurbanne, 134.500 (2005)
- Vénissieux, 56.800 (2005)
- Bourg-en-Bresse, 40.666 (1999)
- Roanne, 38.896 (1999)
- Saint-Chamond, 37.378 (1999)
- Thonon-les-Bains, 34.610 (2013)
- Annemasse, 34.261 (2013)
- Villefranche-sur-Saône, 30.647 (1999)
- Aix-les-Bains, 25.732 (1999)
- Bourgoin-Jallieu, 22.947 (1999)
- Vienne, 29.975 (1999)
- Annonay, 17.522 (1999)
- L'Isle-d'Abeau, 12.034 (1999)

## Bestuur
Rhône-Alpes werd bestuurd door een, via algemeen, enkelvoudig kiesrecht, gekozen Regionale Raad van Rhône-Alpes (Conseil Régional de Rhône Alpes). De Regionale Raad van Rhône Alpes zetelde in Lyon, telde 157 leden en werd voor zes jaar gekozen. Jean-Jack Queyranne (PS) was de laatste President van de Regionale Raad van Rhône-Alpes.

### Verkiezingsresultaten 2004
| Partij     | Zetels |
| ---------- | ------ |
| PS-DVG     | 51     |
| PCF        | 14     |
| Les Verts  | 22     |
| PRG        | 6      |
| Partijloos | 1      |
| UMP-DVD    | 28     |
| UDF        | 17     |
| FN         | 18     |

### Lijst van presidenten van de Regionale Raad van Rhône-Alpes
| Persoon              | Partij                                      | Periode   |
| -------------------- | ------------------------------------------- | --------- |
| Paul Ribeyre         | Centre National des Indépendants et Paysans | 1974-1980 |
| Michel Durafour      | Union pour la Démocratie Française-Radical  | 1980-1981 |
| Paul Béraudier       | Union pour la Démocratie Française-CDS      | 1981-1988 |
| Charles Millon       | Union pour la Démocratie Française-PR       | 1988-1999 |
| Anne-Marie Comparini | Union pour la Démocratie Française          | 1999-2004 |
| Jean-Jack Queyranne  | Parti Socialiste                            | 2004-2015 |

## Demografie
Rhône-Alpes is de tweede regio van Frankrijk wat betreft het inwonertal van 6.005.000 inwoners (2006) op een oppervlakte van 43.698 km² (137 inwoners per km²). Het kende een bevolkingsgroei van 0,6% in de jaren negentig van de 20e eeuw. In januari 2006 werd het inwonertal geschat op meer dan 33 miljoen inwoners, wat een snellere stijging van het inwonertal betekende vanaf 2000 met gemiddeld 53.000 per jaar ofwel een stijging met 0,9% jaarlijks. De reden voor deze stijging is voor 58% natuurlijk en voor 42% te danken aan immigratie.

### Historisch
| Jaren | Bevolking van de departementen | Bevolking van de departementen | Bevolking van de departementen | Bevolking van de departementen | Bevolking van de departementen | Bevolking van de departementen | Bevolking van de departementen | Bevolking van de departementen | Bevolking van de departementen |
| Jaren | Ain                            | Ardèche                        | Drôme                          | Isère                          | Loire                          | Rhône                          | Savoie                         | Haute-Savoie                   | Totaal Rhône-Alpes             |
| ----- | ------------------------------ | ------------------------------ | ------------------------------ | ------------------------------ | ------------------------------ | ------------------------------ | ------------------------------ | ------------------------------ | ------------------------------ |
| 1801  | 297.071                        | 266.656                        | 235.357                        | 413.109                        | 290.903                        | 299.390                        | 220.895                        | 215.000                        | 2.238.381                      |
| 1851  | 366.000                        | 387.000                        | 327.000                        | 578.000                        | 473.000                        | 607.000                        | 276.000                        | 270.000                        | 3.282.000                      |
| 1901  | 343.000                        | 354.000                        | 297.000                        | 544.000                        | 648.000                        | 875.000                        | 255.000                        | 264.000                        | 3.579.000                      |
| 1936  | 307.000                        | 273.000                        | 267.000                        | 541.000                        | 650.000                        | 1.070.000                      | 239.000                        | 260.000                        | 3.607.000                      |
| 1946  | 298.545                        | 254.598                        | 268.233                        | 541.892                        | 631.591                        | 959.226                        | 235.965                        | 270.565                        | 3.460.615                      |
| 1954  | 300.989                        | 249.077                        | 275.280                        | 587.975                        | 654.482                        | 1.015.875                      | 252.192                        | 293.852                        | 3.629.722                      |
| 1962  | 314.457                        | 248.516                        | 304.227                        | 677.330                        | 696.348                        | 1.181.812                      | 266.678                        | 329.230                        | 4.018.598                      |
| 1968  | 339.000                        | 257.000                        | 343.000                        | 768.000                        | 722.000                        | 1.326.000                      | 289.000                        | 379.000                        | 4.423.000                      |
| 1975  | 376.477                        | 257.065                        | 361.847                        | 860.339                        | 742.396                        | 1.429.647                      | 305.118                        | 447.795                        | 4.780.684                      |
| 1982  | 418.516                        | 267.970                        | 389.781                        | 936.771                        | 739.521                        | 1.445.208                      | 323.675                        | 494.505                        | 5.015.947                      |
| 1990  | 470.651                        | 277.651                        | 413.829                        | 1.015.238                      | 746.101                        | 1.507.113                      | 348.089                        | 567.735                        | 5.346.407                      |

### Ontwikkeling sinds 1990
| Departement  | Bevolking per 1 januari | Bevolking per 1 januari | Bevolking per 1 januari | Bevolking per 1 januari | Bevolking per 1 januari | Bevolking per 1 januari | Bevolking per 1 januari | Bevolking per 1 januari | Bevolking per 1 januari | Bevolking per 1 januari |
| Departement  | 1990                    | 1995                    | 1999                    | 2000                    | 2001                    | 2002                    | 2003                    | 2004                    | 2005                    | 2006                    |
| ------------ | ----------------------- | ----------------------- | ----------------------- | ----------------------- | ----------------------- | ----------------------- | ----------------------- | ----------------------- | ----------------------- | ----------------------- |
| Ain          | 470.651                 | 495.127                 | 514.331                 | 520.889                 | 527.949                 | 535.651                 | 543.500                 | 551.736                 | 559.141                 |                         |
| Ardèche      | 277.651                 | 281.487                 | 285.889                 | 288.037                 | 290.496                 | 293.331                 | 296.378                 | 299.520                 | 302.031                 |                         |
| Drôme        | 413.829                 | 427.508                 | 437.654                 | 441.257                 | 445.537                 | 449.968                 | 454.559                 | 459.107                 | 463.001                 |                         |
| Isère        | 1.015.238               | 1.059.768               | 1.092.778               | 1.102.796               | 1.114.127               | 1.126.264               | 1.138.242               | 1.150.391               | 1.161.560               |                         |
| Loire        | 746.101                 | 740.191                 | 729.081                 | 729.554                 | 730.345                 | 730.895                 | 731.150                 | 731.532                 | 731.926                 |                         |
| Rhône        | 1.507.113               | 1.551.482               | 1.577.095               | 1.589.150               | 1.602.289               | 1.615.583               | 1.629.055               | 1.642.179               | 1.654.052               |                         |
| Savoie       | 348.089                 | 362.340                 | 372.752                 | 376.603                 | 381.104                 | 385.898                 | 390.816                 | 395.777                 | 400.247                 |                         |
| Haute-Savoie | 567.735                 | 607.187                 | 630.654                 | 638.914                 | 648.286                 | 657.843                 | 667.628                 | 677.730                 | 686.362                 |                         |
| Rhône-Alpes  | 5.346.407               | 5.525.090               | 5.640.234               | 5.687.200               | 5.740.133               | 5.795.433               | 5.851.328               | 5.907.972               | 5.958.320               | 6.005.000               |

## Landschap

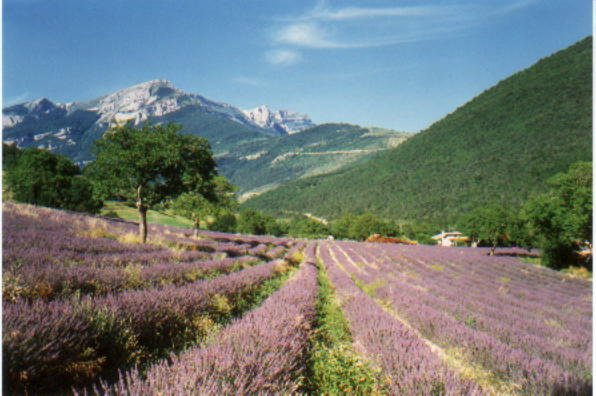
Provençaals Drôme

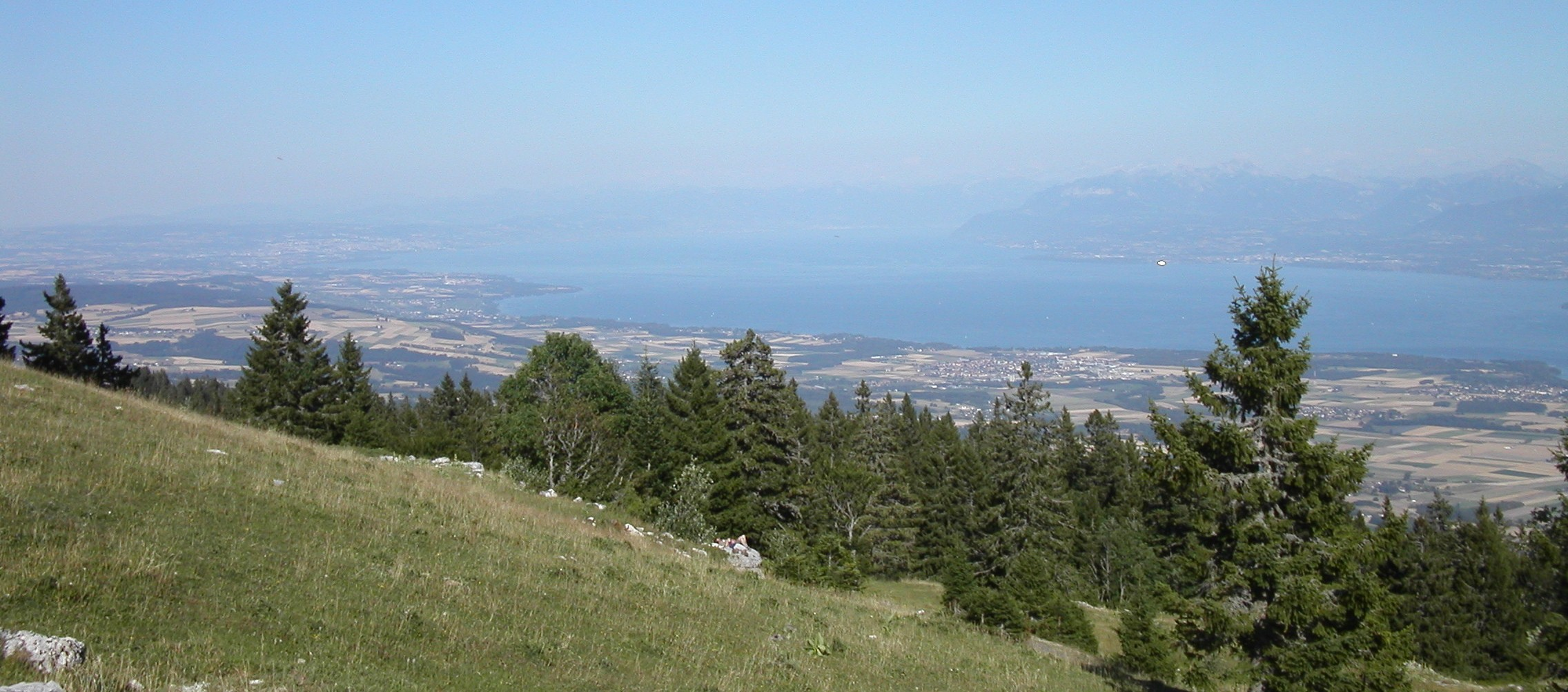
Het Meer van Genève

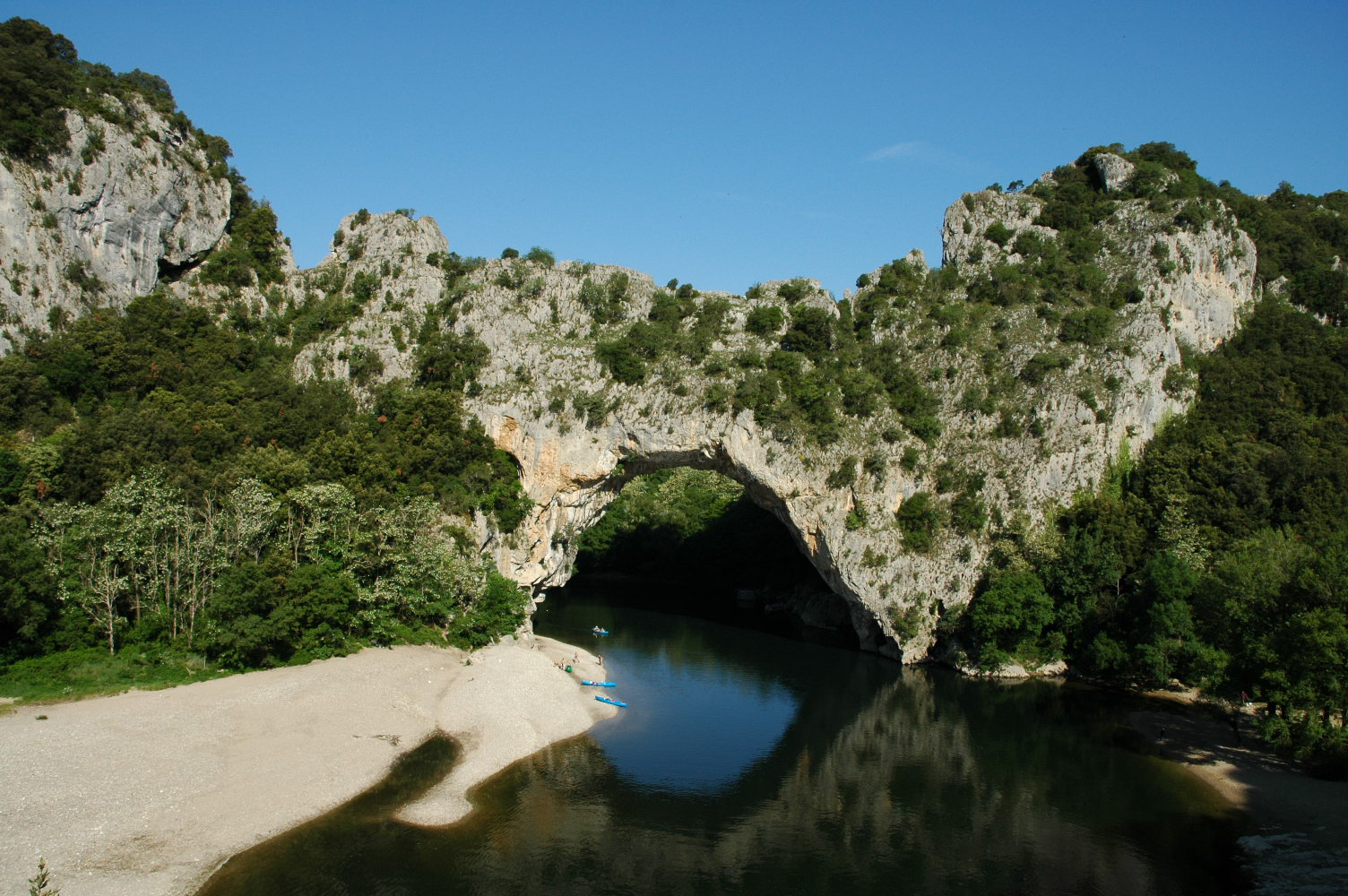
Pont d'Arc, natuurlijke entree van de Gorges de l'Ardèche

Rhône-Alpes strekt zich uit van het Centraal Massief in het westen tot aan de Alpen het oosten.
Tussen deze berggebieden bevindt zich de vallei van de rivieren Saône en Rhône, ingekapseld binnen een uitgestrekt gebied met een matig reliëf (Bresse, Dombes, bas-Dauphiné).

### Centraal Massief
In het westen van de regio Rhône-Alpes ligt het oostelijke deel van het Centraal Massief, met de:
- Monts du Forez
- Vlakte van de Forez
- Massief van Pilat
- Bergen van Vivarais
- Bergen van Beaujolais
- Bergen van Lyonnais

### Alpen en Jura
In het oosten van de regio liggen de Alpen en het Juragebergte. Van het noorden naar het zuiden gaan de zuidelijke plooien van de Jura over in die van de noordkant van de Alpen. De Alpen van Dauphiné en Savoie hebben sterke markeringen van de laatste ijstijd (grote valleien van de Isère en de Maurienne en haar meren).
De Alpen zijn goed begaanbaar dankzij het sillon alpin die de rotskloven bestrijkt van Grenoble, Chambéry, het Grésivaudan en het dal van Savoie. De hoogste toppen uit de Jura en de Alpen bevinden zich in de Rhône-Alpes, respectievelijk op de Crêt de la Neige en de Mont Blanc.

### Meren
In de regio bevinden zich de grootste oppervlaktewaters met zoetwater in Frankrijk:
- Meer van Paladru
- Meer van Aiguebelette
- Meer van Bourget
- Meer van Annecy
- Meer van Nantua
- Het Franse deel van het Meer van Genève (een belangrijk deel van de zuidelijke oever ligt in Frankrijk).

## Hoogte van de hoofdplaatsen

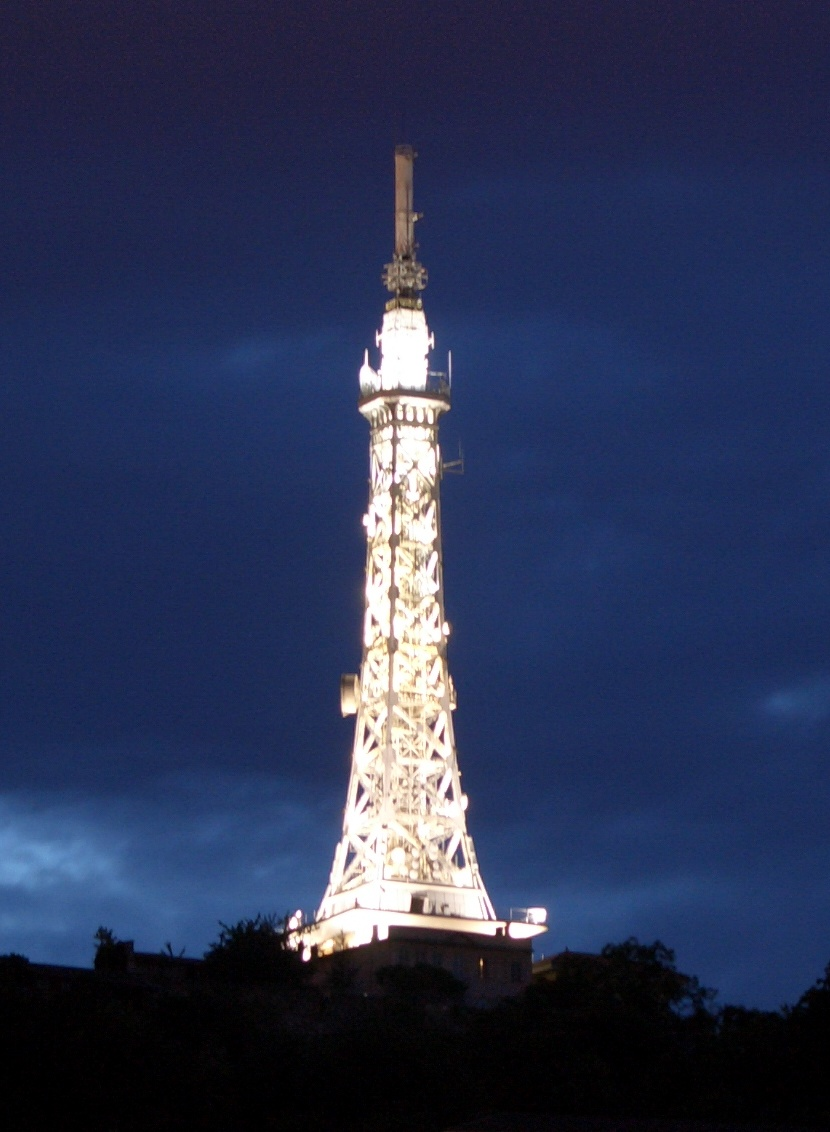
Metalen toren in Lyon

Dat de steden Saint-Étienne en Privas in het Centraal Massief zich op een grotere hoogte bevinden dan de steden Grenoble, Annecy en Chambéry in de Alpen, is op zich paradoxaal, gezien de Alpen een hoger gebergte zijn dan het Centraal Massief. Dit ligt echter aan het feit dat de Alpen in de Rhône-Alpes zich kenmerken door diepe dalen, zoals de Vallei van de Grésivaudan en Combe de Savoie, terwijl het Centraal Massief een minder toegankelijk reliëf bevat. Lyon en Valence bevinden zich kortom op een bescheiden hoogte in het vallei van de Rhône.
Steden in de Rhône-Alpes bevinden zich op de volgende hoogtes:
1. Saint-Étienne, gemiddeld 750 meter, hoogste punt 1117 meter (Rochetaillée); Saint-Étienne is de tweede hoogst gelegen stad van Europa. Het stadhuis ligt op 515 meter.
2. Annecy, gemiddeld 448 meter, hoogste punt 926 meter
3. Privas, gemiddeld 390 meter, hoogste punt 750 meter
4. Chambéry, gemiddeld 270 meter, hoogste punt 560 meter
5. Bourg-en-Bresse, gemiddeld 239 meter, hoogste punt 273 meter
6. Grenoble, gemiddeld 213 meter, hoogste punt 475 meter (Bastille)
7. Lyon, gemiddeld 186 meter met twee heuvels: Fourvière (met de Metalen toren van tot 320 meter) en La Croix-Rousse.
8. Valence, gemiddeld 139 meter, hoogste punt 191 meter

## Toerisme

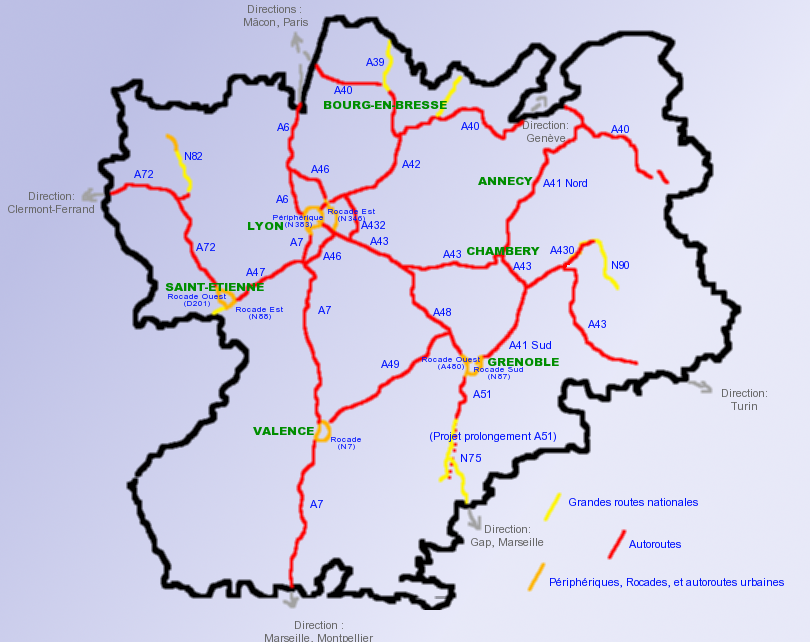
Wegennet Rhône-Alpes

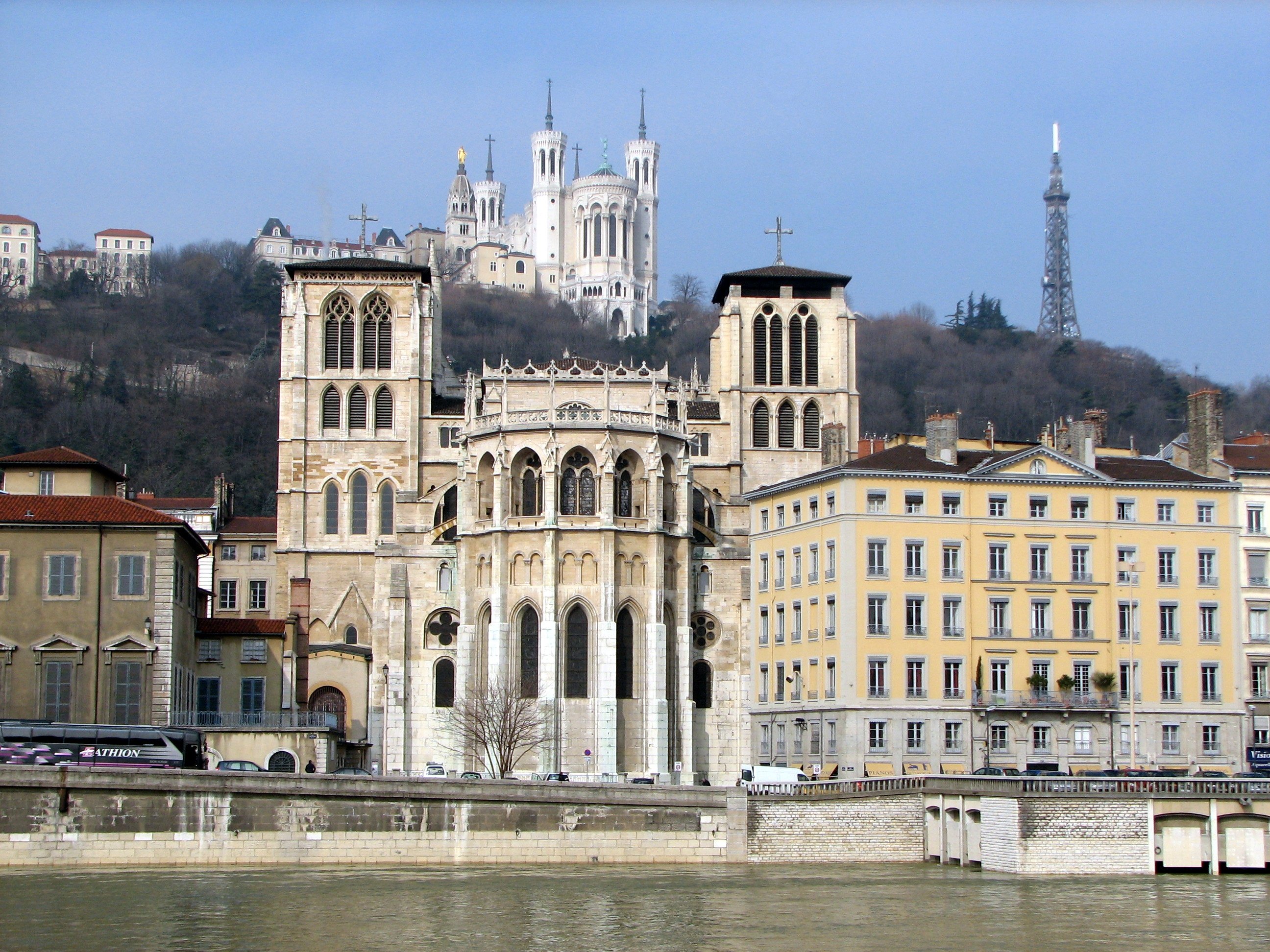
Voor: Kathedraal van Lyon
Erboven: Basiliek van Fourvière
Daarnaast: Metalen toren

Rhône-Alpes is gesitueerd tussen Parijs en de Côte d'Azur, tegen de grens met Zwitserland en Italië. Het kent een internationale luchthaven en is bereikbaar met de hogesnelheidstrein en via enkele grote snelwegen.
Binnen de grenzen van Rhône-Alpes liggen acht natuurparken, waaronder unieke gebieden zoals de Mont Blanc en de Gorges de l'Ardèche. Toeristen kunnen hierdoor een variëteit aan bezienswaardigheden in de omgeving aantreffen, van bergen en wijngaarden tot zoetwatervalleien met lavendel en olijven.
In de Rhône-Alpes is water in alle vormen aanwezig: sneeuw en gletsjers, beken, rivieren en meren. Zo liggen drie van de grootste Franse meren in deze regio: het Meer van Genève, het Meer van de Bourget en het Meer van Annecy.
Nagenoeg alle sporten zijn in de bijzondere omgeving mogelijk, zoals: wandelen, wielrennen, mountainbiken, kiting, kabelwaterskiën, parapente, kanovaren, enz. Verder is de Rhône-Alpes de tweede regio voor golf met meer dan 60 parcours, beschikt het over het grootste skibare gebied ter wereld en hoste het tot drie maal de Olympische Winterspelen.
De kookkunst in Rhône-Alpes biedt plaats voor zowel de grote eter als de fijnproever, met lokale wijnen zoals de Beaujolais en de Côtes du Rhône en verschillende grote namen in de keukens, zoals topkok Paul Bocuse. Lyon staat bijvoorbeeld al eeuwen bekend als de hoofdstad van de gastronomie

### Lyon
De Fête des lumières ook wel Les Illuminations (jaarlijks op 8 december) is een lichtspektakel in Lyon, waarbij alle kerken, openbare gebouwen, andere objecten en de hemel op een sprookjesachtige wijze worden verlicht, op veel plaatsen begeleid met muziek. Met dit feest wil de stad de heilige Maria bedanken omdat zij volgens de gelovigen de stad in de 19e eeuw van de pest zou hebben bevrijd.
Vanaf de heuvel Fourvière is er een prachtig zicht over de stad en daarnaast is er de basiliek Notre-Dame de Fourvière te bezichtigen, met de oude begraafplaats Cimetière de Loyasse, de Metalen toren die iets weg heeft van de Eiffeltoren en de ruïnes van een Gallo-Romeins theater.
In Lyon zijn er verschillende oude gebouwen te bezichtigen, zoals de opera en het stadhuis. Ook staat er de kathedraal Saint-Jean-Baptiste met romaanse en gotische kenmerken, die gebouwd is van 1180 tot 1480. De kathedraal is om meerdere redenen bezienswaardig, onder meer vanwege het astronomisch uurwerk uit de 14e eeuw.
Verder kent de stad een aantal aantrekkelijke musea, zoals het Musée des Beaux-Arts, dat gevestigd is in een voormalig zeventiende-eeuws klooster en het grootste en veelzijdigste museum –na Parijs– van Frankrijk is. Verder is er het Musée des Tissus over de beroemde zijde-industrie in Lyon en het Musée des Arts Décoratifs dat sinds 1925 gevestigd in het oude hôtel Lacroix-Laval. Dit is een van de zeldzame sfeermakende musea van Frankrijk. De vertoonde voorwerpen en meubels zijn afgestemd op het kader en plattegrond van een typisch patriciërswoning van het classicistisch tijdperk.